# احتجاجات السويداء 1947
احتجاجات السويداء 1947، هي مظاهرات واشتباكات مسلحة جرت في ست قرى من محافظة السويداء بين الزعامة التقليدية لآل الأطرش وحركة من الفلاحين أطلقت على نفسها اسم «الشعبيين» بتحريض من شكري القوتلي رئيس البلاد، للجم نفوذ آل لأطرش، نتيجة علاقتهم الجيدة مع الأسرة الهاشمية والمملكة الأردنية، ودعمها مشروع الهلال الخصيب.
لقد نظم الشعبيون مظاهرات وأضرموا النار في بيوت وأملاك آل الأطرش في ستة قرى، وطالبوا سلطان باشا الأطرش في معقله بالقريّا بالاستسلام والتقاعد، ولكن سلطان باشا، ردّ بعقد مجلس حرب واستدعاء المحاربين القدامى من رجاله، وكلّف حسن الأطرش القضاء على «التمرد». جرت المعركة بين آل الأطرش والشعبيين قرب قرية بكا، ورغم وجود فرق من الجيش السوري بقيادة وزير الدفاع، أحمد الشراباتي، إلا أنه لم يتدخل بناءً على أوامر القوتلي، حتى يظهر انكفاء آل الأطرش مقابل الشعبيين، فإذا انكفؤوا احتلّ الشرباتي الجبل وطرد آل الأطرش منه؛ غير أنه مع تقدّم آل الأطرش على الشعبيين، سحب الشرباتي قواته من الجبل تاركًا الدروز لكي يعقدوا الصلح فيما بينهم. وحسب باتريك سيل فإن هذه «المكيدة بين الدروز»، ساعدت إلى إنجاح انقلاب الزعيم الذي أطاح بالقوتلي بعد نحو عام ونصف في مارس 1949.